# Charles Rebozo

Charles Rebozo (li.) und Richard Nixon

Charles Gregory „Bebe“ Rebozo (* 17. November 1912 in Tampa, Florida; † 8. Mai 1998 in Miami) war ein US-amerikanischer Bankier kubanischer Herkunft. Er war einer der engsten Vertrauten von Richard Nixon, arbeitete jedoch ganz im Hintergrund. Einer breiteren Öffentlichkeit wurde er erst bekannt, als aufgedeckt wurde, dass er in die Watergate-Affäre verstrickt war.

## Frühe Jahre
Charles Rebozo, genannt Bebe, wurde als Sohn kubanischer Einwanderer am 17. November 1912 als jüngstes von neun Kindern in Tampa, Florida geboren. Sein Spitzname rührt von dem spanischen Wort für Baby her. Sein Vater arbeitete als Zigarrenhersteller und zog früh mit der Familie nach Miami, wo Rebozo aufwuchs und zur Schule ging. Nach der Schule arbeitete er zuerst als Steward bei einer Fluggesellschaft. Im Jahr 1931 heiratete er Claire Gunn, das Paar wurde allerdings bereits vier Jahre später geschieden. Rebozo zufolge ist die Ehe niemals vollzogen worden. Bis dahin hatte er aber genug Geld gespart und eröffnete im Jahr 1935 ein Fachgeschäft für Autozubehör (Rebozo's Service Station and Auto Supplies). Während des Zweiten Weltkriegs beteiligte er sich an einem lukrativen Geschäft mit runderneuerten Reifen und verdiente damit ein Vermögen. Diese Profite investierte Rebozo später in eine Kette von Waschsalons. Außerdem fing er an, sich mit dem Immobilienhandel in Miami zu beschäftigen.

## Richard Nixon

### Kennenlernen
Rebozo lernte Richard Nixon im Jahre 1951 kennen, als dieser gerade zum Senator Kaliforniens gewählt worden war. Nixon wollte sich von dem anstrengenden Wahlkampf gegen Helen Gahagan erholen und sein guter Bekannter George Smathers empfahl ihm, dies im Süden Floridas, in Key Biscayne, zu tun.
Smathers, der im Jahr zuvor ebenfalls einen Sitz im Senat (für Florida) hatte erringen können, kannte Nixon bereits seit 1946, als beide erstmals ins Repräsentantenhaus gewählt worden waren. Nixon folgte der Empfehlung und während seines Aufenthaltes in Key Biscayne machte Smathers ihn mit „Bebe“ Rebozo bekannt. Smathers kannte Rebozo seit seinen Kindertagen und dieser hatte eine zentrale Rolle in seinen Wahlkampfteams für einen Sitz im Repräsentantenhaus und Senat gespielt. Rebozo lud Nixon zum Tiefseefischen auf seine Yacht ChrisCraft ein.
Nach ihrer Rückkehr sagte Rebozo seinem Freund Smathers zwar zunächst: „Dieser Trip war eine totale Pleite“ und

“Nixon is a guy who doesn't know how to talk, doesn't drink, doesn't smoke, doesn't chase women, doesn't know how to play golf, doesn't know how to play tennis… he can't even fish.”

„Nixon ist ein Kerl, mit dem man sich nicht unterhalten kann. Er trinkt nicht, raucht nicht, ist nicht hinter Frauen her, kann kein Golf spielen, kann kein Tennis spielen… Der kann noch nicht mal fischen.“

Doch dann zeigte sich, dass diese Reise zum Beginn einer langanhaltenden Männerfreundschaft wurde, die bis zu Nixons Tod im Jahr 1994 andauerte. Die beiden Männer verbrachten so viel Zeit miteinander, dass Gerüchte aufkamen, sie seien homosexuell. Bobby Baker schrieb, Rebozo und Nixon wären so eng wie Verliebte (close like lovers). Einem Interview aus dem Buch The Arrogance of Power: The Secret World of Richard Nixon von Anthony Summers zufolge, war Rebozo Mitglied der homosexuellen Gemeinschaft Miamis.
Im Jahr 1952 wurde Nixon von US-Präsident Dwight Eisenhower zum Vizepräsidenten ernannt. Nixons und Rebozos gemeinsamer Freund – George Smathers – war der Ansicht, dass Rebozos Zuneigung zu Nixon umso größer würde, je höher Nixon politisch aufsteige. Im Jahr 1969 verkaufte Smathers eines seiner Domizile in Key Biscayne (500 Bay Lane) an Richard Nixon, der – nun auch räumlich – eng mit dem gleich nebenan wohnenden Rebozo (490 Bay Lane) zusammenrückte, und somit auch mit Robert Abplanalp, einem weiteren Freund, der hier ebenfalls ein Anwesen besaß. Nixon hielt sich während seiner Regierungszeit (1968 – 9. August 1974) in seinem Haus in Florida mehr als fünfzig Mal auf, so dass es den Beinamen „Florida White House“ bekam. Sowohl Rebozo als auch Abplanalp waren Mitglieder in Nixons so genanntem „Küchen-Kabinett“, dem unter anderem auch der Evangelist Billy Graham angehörte. Das US-Verteidigungsministerium ließ für 400.000 Dollar einen Hubschrauberlandeplatz in unmittelbarer Nähe von Nixons Domizil bauen. Als Nixon sein Domizil – einschließlich des Hubschrauberlandeplatzes – verkaufte, wurde von der Öffentlichkeit beklagt, dass er sich auf Kosten der Steuerzahler bereichert habe.

### Unternehmungen
Rebozo beriet Richard Nixon über mögliche Geschäftsinvestitionen. Einem FBI-Informanten zufolge sollen die beiden Männer in Kuba Geld investiert haben, als der Diktator Fulgencio Batista dort regierte. Hoke Maroon, ein ehemaliger Geschäftspartner von Rebozo, sagte, Nixon sei ebenfalls Teilhaber des Coral Gables Motels gewesen.
Als Nixon bei der Wahl 1960 versuchte, Präsident zu werden, half Rebozo ihm, Gelder für den Wahlkampf aufzutreiben und bezahlte sogar jemanden dafür in das Haus seines Wahlkampfgegners John F. Kennedy einzubrechen. Er gelangte an Dokumente, die belegten, dass Kennedy kurz zuvor Durie Malcolm heiratete. Die Geschichte stellte sich als unwahr heraus und Nixon verlor die Präsidentschaftswahl gegen Kennedy. Rebozo wurde zu einem der engsten politischen Berater Nixons. Er interessierte sich vermehrt für die politische Situation in den karibischen Staaten, nicht zuletzt weil er dort viel Geld investiert hatte. Nach dem Umsturz in Kuba am Neujahrstag 1959 durch Fidel Castro wurde Rebozo einer der führenden Gegner Castros. Im Jahr 1961 schickte er William D. Pawley auf eine geheime Mission in die Dominikanische Republik, um dort den Diktator Rafael Trujillo zu treffen.

## Familie
Rebozo heiratete kurz darauf seine ehemalige Frau Claire Gunn erneut, um sich zwei Jahre später erneut von ihr scheiden zu lassen. Er heiratete später Jane Lucke, eine Sekretärin seines Rechtsanwalts.
In einem Interview beschrieb Jane Lucke Rebozos Beziehung zu ihr auf folgende Weise: “Bebes favourites are Richard Nixon, his cat – and then me.” (deutsch: „Bebes Lieblinge sind Richard Nixon, seine Katze – und erst danach komme ich.“)
Ihre Einschätzung wurde durch Jake Jernigan, ein Freund Rebozos, bestätigt. Jernigan meinte: “Rebozo loved Nixon more than he loved anybody.” (deutsch: „Rebozo liebte Nixon mehr als jeden anderen auf der Welt.“)

## Geschäfte

### Key Biscayne Bank
Charles Rebozo eröffnete 1964 seine erste eigene Bank, die Key Biscayne Bank. Richard Nixon, der an der Eröffnungsfeier teilnahm, bekam das Konto mit der Nummer 1. Rebozo versuchte mit seiner Bank ein Shopping-Center für Kubaner zu gründen. Edgardo Buttari, der damalige so genannte Director for Social Assistance for the First Officers der bei der Invasion in der Schweinebucht gescheiterten Brigade 2506, wurde auserkoren, dieses Shopping Center zu leiten. Er bekam später unter der Präsidentschaft Nixons einen hochdotierten Posten im Gesundheitsministerium.
Rebozo machte außerdem mit Richard Fincher Grundstücksgeschäfte in Florida. Es wird angenommen, dass Fincher für den Mobster Meyer Lansky arbeitete. Als Finchers Telefon abgehört wurde, stellte sich heraus, dass er regelmäßige Kontakte mit den Mafiosi Carlos Marcello und Santo Trafficante hatte. Vincent Teresa, ein hochrangiger Mafioso aus Boston, gab später zu, Rebozos Bank zur Geldwäsche benutzt zu haben.

### Watergate-Affäre
Nachdem Nixon 1968 zum Präsidenten gewählt worden war, wurde Rebozo ein regelmäßiger Besucher des Weißen Hauses. Er meldete sich oft mit falschen Namen an oder wurde vom Secret Service nicht angemeldet. Auf veröffentlichten Tonbändern war er zu hören, wie er sagte, dass er innerhalb kürzester Zeit an Geld von Freunden kommen könne, die ihm noch einen Gefallen schulden und dass er Informationen besitze, um Nixons politische Gegner in den Schmutz zu ziehen.
Im Januar 1973 wurden Frank Sturgis, Howard Hunt, Virgilio R. González, Eugenio Martínez, Bernard Barker, Gordon Liddy und James W. McCord, Jr. der Verschwörung, des Einbruchs und der Spionage für schuldig befunden. Teilweise konnten ihnen auch Verbindungen ins Weiße Haus nachgewiesen werden. Die als Watergate-Affäre bekannt gewordene Affäre brachte schließlich Richard Nixon zu Fall.
Als während der Ermittlungen bekannt wurde, dass Rebozo eine Spende über 100.000 US-Dollar von Howard Hughes, einem amerikanischen Unternehmer, der die Republikanische Partei oft mit Geld unterstützte, nicht ordnungsgemäß angegeben hatte, wurde auch er bestraft. Das Geld war absichtlich zurückgehalten worden, um damit Nixons bankrotten Bruder zu unterstützen.
Die Ermittlungen ergaben, dass Nixon bei Amtsantritt ein Vermögen von etwa 300.000 US-Dollar besaß, was sich allerdings in den fünf Jahren seiner Amtszeit auf über eine Million Dollar verdreifachte. Das Vermögen von Rebozo wuchs während dieser Zeit sogar von 673.000 auf über 4,5 Millionen $. Dem Ermittler Jack Anderson zufolge hatten beide geheime Konten in der Schweiz, auf denen sie ihr Geld versteckten.

## Ende
Rebozo entging einer strafrechtlichen Verfolgung. Er starb am 8. Mai 1998 in einem Krankenhaus in Miami an einem Gehirnaneurysma. Er hinterließ seine Ehefrau und eine Schwester.